# Kanako Itō
Kanako Itō (いとう かなこ Itō Kanako?,  Utsunomiya, Prefectura de Tochigi, 28 de marzo de 1973) es una cantante japonesa. Muchas de sus canciones han aparecido en videojuegos y anime, siendo una de las más notables Kanashimi no Mukō e, el tema de cierre utilizado en la novela visual School Days. Itō también ha compuesto y cantado canciones para el CD drama y anime de School Days. Algunos de los videojuegos para los cuales ha cantado canciones son Kikokugai: The Cyber Slayer, Saya no Uta, Kimi to Kanojo to Kanojo no Koi, Full Metal Daemon: Muramasa, Dramatical Murder, Lamento: Beyond the Void, sweet pool, Demonbane, Higurashi no Naku Koro ni Matsuri, Chaos;Head, Steins;Gate, y Robotics;Notes, junto con las series de anime Please Twins!, Myself ; Yourself, Dazzle y Occultic;Nine. En abril de 2012, hizo su debut americano actuando en el Anime Boston. En 2015, regresó a los Estados Unidos para una aparición en Sakura-Con.

## Biografía
Itō nació el 28 de marzo de 1973 en la ciudad de Utsunomiya, prefectura de Tochigi, como la mayor de tres hermanos. Comenzó a cantar en la escuela secundaria como pasatiempo, siendo la vocalista de una banda de chicas. Su primera experiencia en el mundo artístico se dio en 2002, cuando unos conocidos —quienes eran músicos profesionales— estaban buscando a una cantante femenina para la compañía Nitroplus y contactaron a Itō. Con Nitroplus, Itō debutó interpretando el tema Reichin Rin'inshan de la novela visual Kikokugai: The Cyber Slayer. Fue en ese entonces cuando Itō decidió convertirse en cantante profesional, a pesar de nunca haber ido a audiciones.
Posteriormente, Itō continuó interpretando canciones para juegos de Nitroplus, así como también de numerosos otros juegos de PC y series de anime, incluyendo School Days, Saya no Uta y Steins;Gate, entre otros.

## Discografía

### Sencillos
- "Ethereal Echo" (2006)
  1. "Rise on Green Wings" (Demonbane, tema de apertura)
  2. "Angel's Ladder" (Kishin Hishō Demonbane, tema de cierre)
  3. "Roar" (Kishin Hishō Demonbane, tema de apertura)
  4. "Rise on Green Wings"
- "Escape" (2007)
  1. "Escape" (Higurashi no Naku Koro ni Matsuri, tema de cierre)
  2. "Friend" (Higurashi no Naku Koro ni Matsuri, tema de cierre)
  3. "Escape"
  4. "Friend"
- "Kimi to Yozora to Sakamichi to" (キミと夜空と坂道と?), (2007)
  1. "Kimi to Yozora to Sakamichi to" (Myself ; Yourself, tema de cierre)
  2. "Ivy" (Myself ; Yourself, tema de apertura)
  3. "Kimi to Yozora to Sakamichi to"
  4. "Ivy"
- "Heartbreaking Romance" (2008)
  1. "Heartbreaking Romance" (Dazzle, tema de apertura)
  2. "Take you as you are" (Hatenkō Yūgi)
  3. "Heartbreaking Romance"
  4. "Take you as you are"
- "Find the blue", (2008)
  1. "Find the blue" (Chaos;Head, tema de apertura)
  2. "Desire Blue sky" (Chaos;Head, tema de cierre)
  3. "Find the blue"
  4. "Desire Blue sky"
- "Tsuisō no Despair" (追想のディスペア?), (2008)
  1. "Tsuisō no Despair" (Higurashi no Naku Koro ni Kizuna: Tatari, tema de apertura)
  2. "Toppū" (突風?) (Higurashi no Naku Koro ni Kizuna: Tatari)
  3. "Tsuisō no Despair" (
  4. "Toppū"
- "Tsuioku no Kaze" (追憶の風?), (2008)
  1. "Tsuioku no Kaze" (Togainu no Chi True Blood, tema de cierre)
  2. "Still Alter ego version" (Togainu no Chi, tema de cierre)
  3. "Tsuioku no Kaze"
  4. "Still Alter ego version"
- "A Wish For The Stars" (2008)
  1. "A Wish For The Stars" (Blassreiter, tema de cierre)
  2. "DD" (Blassreiter)
  3. "A Wish For The Stars"
  4. "DD"
- "F.D.D."
  1. "F.D.D." (Chaos;Head, tema de apertura)
  2. "Fly to the sky" (Chaos;Head)
  3. "F.D.D."
  4. "Fly to the sky"
- "Fake Me"
  1. "Fake Me" (Chaos;Head Noah Xbox 360, tema de apertura)
  2. "A Will"
- "Skyclad no Kansokusha" (スカイクラッドの観測者 Skyclad Observer?)
  1. "Skyclad no Kansokusha" (Steins;Gate, tema de apertura)
  2. "Another Heaven" (Steins;Gate, tema de cierre)
  3. "Skyclad no Kansokusha"
  4. "Another Heaven"
- "Fetishism Ark"
  1. "Fetishism Ark" (Chaos;Head Noah PSP, tema de apertura)
  2. "Kono Sora no Kanata ni" (この空の彼方に?) (Chaos;Head Love Chu Chu!, tema de cierre)
  3. "Fetishism Ark"
  4. "Kono Sora no Kanata ni"
- "A. R. / Star-Crossed", released 28 de julio de 2010
  1. "A. R." (Steins;Gate PC)
  2. "Star-Crossed" (Starry Sky: in Spring, tema de cierre)
  3. "A. R."
  4. "Star-Crossed"
- "Hacking to The Gate", released 27 de abril de 2011
  1. "Hacking to The Gate" (Steins;Gate, tema de apertura)
  2. "Reliance" (リライアンス?)
  3. "Hacking to The Gate"
  4. "Reliance"
- "Chaos Logic", released 28 de noviembre de 2012
  1. "Chaos Logic" (Chaos;Head Noah PS3, tema de apertura)
  2. "D.P." (Chaos;Head anime Blu-ray box set theme)
  3. "Chaos Logic"
  4. "D.P."
- "Anata no Eranda Kono Toki wo" (あなたの選んだこの時を The Moment You Had Chosen?)
  1. "Anata no Eranda Kono Toki wo" (Steins;Gate: Fuka Ryōiki no Déjà vu, tema de apertura)
  2. "resolution"
  3. "Anata no Eranda Kono Toki wo"
  4. "resolution"

### Álbumes
- Puzzle (パズル Pazuru?) (2004)
  1. "Puzzle" (パズル Pazuru?)
  2. "Kassō" (滑走?)
  3. "Hoshi no Umi Yori" (星の海より?)
  4. "Garasu no Kutsu" (ガラスのくつ?) (Saya no Uta, tema de cierre)
  5. "Blaze Up" ("Hello, world.", tema de cierre)
- Sign (サイン Sain?) (2005)
  1. "Sign" (サイン Sain?) (Jingai Makyō)
  2. "Thrill" (スリル Suriru?)
  3. "Kazaguruma" (風車?)
  4. "Aoi Tori" (青い鳥?)
  5. "Ride"
  6. "Sotsugyō Shōsho" (卒業証書?)
  7. "Kagerō" (陽炎?) (Jingai Makyō, tema de cierre)
  8. "Yakusoku no Ishi" (約束の石?)
  9. "Still" [Japanese version] (Togainu no Chi, tema de cierre)
- Largo, released 4 de octubre de 2006
  1. "Moonstruck"
  2. "Heaven"
  3. "Rise"
  4. "Lamento" (Lamento: Beyond the Void, tema de apertura)
  5. "Modern Rose" (モダンローズ Modan Rōzu?) (Kishin Hishō Demonbane, tema de cierre)
  6. "Nijiiro no Tsubomi" (虹色のつぼみ?)
  7. "Kōtetsu Some Time" (鋼鉄サムタイム Kōtetsu Samu Taimu?)
  8. "Maigo no Puppy" (迷子のパピー Maigo no Papii?)
  9. "Gentō" (幻灯?) (Gekkō no Carnevale)
  10. "Voltage"
  11. "Shinku" (深紅?)
  12. "Kaguya" (月衣?) (Night Wizard! drama CD, tema de cierre)
- Another Best, released 10 de diciembre de 2008
  1. "Kago no Tori no Kodoku" (籠の鳥の孤独?) (Shinju no Yakata, tema de apertura)
  2. "La Liberte" (7 online gamers ~offline~, apertura)
  3. "Kami no Setsuri ni Idomu Monotachi - Ma o Tatsu Tsurugi wa Mada Orezu" (神の摂理に挑む者達－魔を断つ剣は未だ折れず?) (Kishin Hishō Demonbane)
  4. "Trigger in My Heart" (Chaosic Rune)
  5. "Kanashimi no Mukō e" (悲しみの向こうへ?), (School Days, tema de cierre)
  6. "Yakusoku: Girlhood's End-" (約束〜girlhood’s end〜?) (School Days Little Promise)
  7. "Waltz" (ワルツ?), (School Days, tema de cierre)
  8. "Friend"
  9. "Ai wa Koko ni" (愛は此処に?) (Kishin Hishō Demonbane)
  10. "Heartbreaking Romance"
  11. "Shizukanaru Moon Sign" (静かなるMoon sign?) (Shamana Shamana: Tsuki to Kokoro to Taiyō no Mahō, apertura)
  12. "Kohaku no Kioku" (琥珀の記憶?) (Shamana Shamana: Tsuki to Kokoro to Taiyō no Mahō, tema de cierre)
  13. "From This Place" (Please Twins!)
  14. "Even Though You Left"
  15. "Paradise"
- <<<Stargate>>>, released 26 de agosto de 2009
  1. "Open The <<<STARGATE>>>"
  2. "Liberty"
  3. "Sunday Sunshine!"
  4. "Dear my stars"
  5. "eureka" (εüρηκα?)
  6. "technovision" (Steins;Gate)
  7. "Ruiran" (ルイラン?)
  8. "Ame no Hi no Sayonara" (雨の日のサヨナラ Rainy Day's Goodbye?)
  9. "Maboroshi" (幻 Illusion?)
  10. "Hoshikuzu" (星屑 Stardust?)
  11. "déjà vu"
- ChaosAttractor
  1. "Tsuisō no Despair" (追想のディスペア?)
  2. "Kimi to Yozora to Sakamichi to" (キミと夜空と坂道と?)
  3. "fake me"
  4. "Find the blue"
  5. "escape"
  6. "A WILL"
  7. "friend"
  8. "ivy"
  9. "F.D.D"
  10. "Kurai" (クライ?) (Chaos;Head, tema de cierre)
  11. "Desire Blue sky"
  12. "Skyclad no Kansokusha" (スカイクラッドの観測者?)
  13. "Another Heaven"
  14. "Toppū" (突風?)
  15. "Fly to the sky"
- Spark
  1. "Yume no Arika" (夢のありか?)
  2. "spark!"
  3. "Break Beats" (ブレイクビーツ?)
  4. "Minazuki" (風待月?)
  5. "Unbalance" (アンバランス?)
  6. "Taiyou to Futari" (太陽とふたり?)
  7. "Murasaki no Goro" (ムラサキの頃?)
  8. "Nigaoe Nyoubou" (似顔絵女房?)
  9. "Lullaby"
  10. "Niji ga deru made" (虹がでるまで?)
  11. "Sayonara Ginga Tetsudou 999 - SAYONARA" (さよなら銀河鉄道999 - SAYONARA?)
- Reactor
  1. "Reactor"
  2. "Hijitsuzai Seishounen" (非実在青少年?)
  3. "Operation Babel"
  4. "Brave the Sky (Itou Kanako Ver.)"
  5. "Dive into Elyusion"
  6. "Kimi no Namae no Kaze ga Fuku" (君の名前の風が吹く?)
  7. "Yuukyuu no Sora Saku Hana" (悠久ノ空咲ク花?)
  8. "Hana no Rinbukyoku" (花ノ輪舞曲?)
  9. "morning glory"
  10. "Fantastisk udsigt"
  11. "BY MY SIDE"
  12. "Lullaby Blue"
  13. "Ikusen no Yoru wo Koete" (幾千の夜を越えて?)

### Otras canciones
- "Reichin Rin'inshan" (涙尽鈴音響?), tema de cierre de Kikokugai: The Cyber Slayer (2002)
- "Aoi Kioku" (青い記憶?), "Kiraboshi" (煌星?), "There's The Earth Link Somewhere", apertura, cierre y la canción "Hello, world." (2002)
- "Ten'i Yūkyū" (天意悠久?), tema de cierre de Demonbane (2003)
- "Saya no Uta" (沙耶の唄?) tema de cierre de Saya no Uta (2003)
- "Koi ni Oitsukenai" (恋に追いつけない?), de Please Twins!: Esquisse (2003)
- "I Myself Am Hell", tema de cierre de Phantom: The Animation OVA (2004)
- "Shadow in the dark", tema de Demonbane PS2 (2004)
- "Ohisama ni Yakusoku" (おひさまに約束?), "Mirai Kitto Zutto!" (未来・きっと・ずっと!?), y Te o Hanasanai de (手を離さないで?), apertura y cierre de Chibi Mama (2004)
- "Kokō no Tama" (孤高之魂魄?), tema de apertura de Jingai Makyō (2005)
- "Hotarubi" (蛍火?), tema de cierre de Hanachirasu (2005)
- "Toaru Ryū no Koi no Uta" (とある竜の恋の歌?), tema de cierre de Dra+KoI (2006)
- "Mayoi no Mori" (迷いの森?), "Tataeshi Tatakai no Uta" (賛えし闘いの詩?), "When The End", "Denshō no Uta: Verum" (伝承の詩 -Verum-?), insert songs to Lamento: Beyond the Void (2006)
- "Happy blue sky trip", tema de cierre de Sumaga (2008)
- "Miracles May", tema de cierre de sweet pool (2008)
- "Kohaku no Inori" (琥珀の祈り?) (2009)
- "Hacking To The Gate", tema de apertura de "Steins;Gate" (2011)
- "Maris Stella", tema de cierre de Are You Alice? PSP (2011)
- "Call of the Dungeon", tema de apertura de Cladun x2, secuela de Cladun: This is an RPG PSP (2011)
- "Nageki no Ancient Machine" (嘆きのAncient Machine?), tema de apertura de Labyrinth Tower: Legasista PlayStation 3 (2012)
- "Immer Sie" y "Tears", temas de cierre de Dramatical Murder (2012)
- "Chaos Logic", tema de apertura para Chaos;Head Noah (2012)
- "Crystalline" y "At Last", temas de cierre de Dramatical Murder re:connect (2013)
- "By My Side" y "Lullaby Blue", temas de cierre especiales para el anime de Dramatical Murder (2014)
- "Scarlet" y "Voyage Lucid", temas de cierre para los CD drama de Dramatical Murder, volúmenes 1 y 2 (2014)
- "Reaching out for our future", tema de apertura de Etrian Odyssey Untold 2: The Fafnir Knight (2014)
- "Fátima", tema de apertura de Steins;Gate 0 (2018)